# Kap Webb
Das Kap Webb ist ein Kap, das an der ostantarktischen Georg-V.-Küste liegt. Es trennt die Ainsworth Bay von der Doolette Bay und markiert die westliche Begrenzung des Mündungsgebiets des Ninnis-Gletschers.
Entdeckt wurde es bei der Australasiatischen Antarktisexpedition (1911–1914) unter der Leitung des australischen Polarforschers Douglas Mawson. Mawson benannte die Bucht nach Eric Norman Webb (1889–1984), leitender Geomagnetiker auf der Hauptbasis der Expedition in der Commonwealth-Bucht.